# Dactylocladius bidentatus
Dactylocladius bidentatus är en tvåvingeart som först beskrevs av Jean-Jacques Kieffer 1924.  Dactylocladius bidentatus ingår i släktet Dactylocladius och familjen fjädermyggor.
Artens utbredningsområde är Tyskland. Inga underarter finns listade i Catalogue of Life.